# Arsène Geubel
Arsène Geubel, né le 31 décembre 1913 à Arlon et mort le 15 septembre 2010 à Namur, est un historien et archéologue belge.

## Biographie
Arsène Geubel étudie la philologie classique à l'Université de Liège ; il est diplômé en 1936. Il est nommé professeur à Seraing, puis professeur de grec et de latin à l'Athénée royal (lycée) de Neufchâteau, où il enseigne de 1938 à 1976, tout en se consacrant à l'archéologie. Il mène des fouilles à Arlon en 1936-1938 puis en 1948,, ainsi qu'à Tournay, où il fouille en 1942 un tertre de la Tène, et à Sainte-Marie-Chevigny en 1961.
Il est président du Cercle Terre de Neufchâteau, administrateur de l'Institut archéologique du Luxembourg et membre de l'Académie luxembourgeoise. Il contribue activement aux revues Ardenne et Famenne, Bulletin d'archéologie luxembourgeoise et Hémecht : revue d'histoire luxembourgeoise.

## Publications
- « Wyompont gallo-romain », Bulletin trimestriel de l'Institut archéologique de Luxembourg (Arlon,‎ 1939, p. 33[7].
- avec Pierre Pereaux : Le centenaire de l'Athénée royal de Neufchâteau 1850-1950, Liège, H. Dessain, 1950, 40 p.
- avec Louis Gourdet : Histoire du pays de Neufchâteau. La ville, la seigneurie, le ban de Mellier, Gembloux, Duculot, 1956, 467 p.
- avec Bertrand Maus de Rolley, « Le château de Rolley », dans La maison d'hier et d'aujourd'hui, n° 5, mars 1970.
- « Bilan d'une exposition et l'activité des centres régionaux d'art et d'histoire », Cahiers de l'Académie luxembourgeoise, no 5 (nouvelle série),‎ 1971, p. 43-51.
- avec Guido Hossey : L'Église Saint-Pierre-aux-Liens à Saint-Pierre-Chevigny : fouilles de Fr. Bourgeois, Bruxelles, Service national des fouilles, 1975 (collection : Archaeologia Belgica ; 175), 31 p.
- avec Anne Cahen-Delhaye : Tombelles de la Tène à Hamipré : Namoussart, Bruxelles, Service national des fouilles, 1976 (collection : Archaeologia Belgica ; 189), 36 p.
- avec Anne Cahen-Delhaye et P. P. Bonenfant : Nécropole et site d'habitat de La Tène à Longlier-Massul, Bruxelles, Service national des fouilles, 1979.
- avec Héli Roosens : « Un anneau sigillaire mérovingien », Revue du Nord, vol. 70, no 276,‎ janvier-mars 1988, p. 99-106 (lire en ligne)[8].